# Сайрес Смит
Сайрус Смит или Сайрес Смит (англ. Cyrus Smith; в некоторых англоязычных переводах и экранизациях Сайрус Хардинг, Cyrus Harding) — главный персонаж романа Жюля Верна «Таинственный остров» (1874), благодаря своим выдающимся познаниям в различных областях науки, практической сметке и железной воле сумевший во главе вынужденных колонистов наладить жизнь на затерянном острове.

## Характеристика
«Таинственный остров», одно из самых известных произведений Жюля Верна, восходит к его незавершенному роману-робинзонаде «Дядюшка Робинзон». Его первая полная публикация состоялась в 1991 году. Этот ранний приключенческий роман писателя подвергся множественным замечаниям со стороны его многолетнего издателя Пьера-Жюля Этцеля и в итоге был отвергнут последним. Верн значительно переработал первоначальный замысел, и в итоге в «Таинственный остров» попало множество сюжетных ходов и деталей из неоконченного романа. Некоторые персонажи перекочевали из неоконченной книги мастера в «Таинственный остров». Так, в «Дядюшке Робинзоне» одним из главных действующих лиц является инженер Гарри Клифтон, так же как и Сайрес Смит, способный найти выход практически из любой ситуации. Отвергнув первоначальный замысел, писатель с энтузиазмом обратился к своему признанному впоследствии шедевру. 2 февраля 1872 года Верн писал Этцелю: «Я полностью занят „Робинзоном“, или, вернее, „Таинственным островом“. До сих пор всё идёт как по маслу, хотя, надо сказать, немало времени приходится проводить с профессорами химии и на химических заводах. На моей одежде нередко остаются пятна, которые я отнесу на Ваш счёт, потому что „Таинственный остров“ будет романом о химии». В обоих романах с помощью героев, в «Таинственном острове» в первую очередь посредством инженера Смита, читатели знакомятся с прикладными науками. По наблюдению внука писателя Жана Жюля-Верна, такой урок «грозил наскучить, но вплетённые в него приключения так интересно рассказаны, что всё сходит благополучно».
Сайрес Смит (Smith, с англ. — «кузнец»), уроженец штата Массачусетс, в мирной жизни незаурядный учёный, в период Гражданской войны в США (в начале сюжета) — инженер железных дорог и офицер в армии северян. Обладает значительным практическим опытом и научно-технологическим багажом знаний, является прекрасным литературным примером инженера XIX века. Его прикладные знания по физике, химии, ботанике, навигации и во многих других областях позволяют невольным колонистам новоназванного острова Линкольна, бежавшим из осаждённого Ричмонда конфедератов на воздушном шаре, упорным трудом создать процветающую мини-цивилизацию в изоляции от остального мира. В начале романа его возраст составляет около 45 лет, на его голове уже появляется седина. Внешне типичный представитель североамериканца, стройный, подтянутый. Обладает выдающимися научно-практическими способностями и целеустремлённостью: «Высокообразованный, опытный и знающий, он обладал незаурядным темпераментом, но прекрасно владел собой, был силён физически, имел железную волю». Во второй главе автор описывает его характер следующим образом: «Сайрус Смит был одним из тех инженеров, которые в начале своей карьеры сами работали киркой или молотом, подобно генералам, начавшим военную службу рядовыми. Наряду с изобретательным умом он обладал и ловкими руками; мускулы его отличались редкой неутомимостью. Человек мысли и действия, он работал без напряжения, полный жизненной силы и неослабной настойчивости, не отступающей ни перед чем. Образованный и практичный, Сайрус Смит при любых обстоятельствах всегда владел собой».
Авторы «Большой энциклопедии литературных героев» в статье, посвящённой Сайресу Смиту, писали, что каждая эпоха в развитии человечества сформировала «свой тип идеального героя». Во второй половине XIX века его место занял инженер, который способен к созидательному труду, умеющий «всё мастерить, во всё вникать». Инженер стал знаковой фигурой эпохи, «когда воплотилась мечта Прометея и человечество смогло освободиться от унизительного господства богов». Инженер стал человеком, который способен распоряжаться собственной судьбой, он воплотил в себе нечто «вроде мирского творца, каким он виделся энциклопедистам. Гуманизм, являющийся одной из фундаментальных особенностей XIX века, заменил любовь человека к Богу, она превратилась в любовь к ближнему, а значит, и к самому себе. Безусловно, инженер XIX века, во всяком случае конкретный персонаж, не исключил Бога из своего сознания, но Богом для него становится тот, кто обладает большим умом, большей нравственностью и достоинством». Французский литературовед, биограф писателя Шарль-Ноэль Мартен, рассуждая о характерах людей науки (географ Жак Паганель, капитан Немо, профессор Пьер Аронакс, Сайрес Смит) в прославленной трилогии («Дети капитана Гранта», «20 тысяч лье под водой», «Таинственный остров»), отмечал, что эти четыре
персонажа «могут служить примером поведения учёного перед лицом природы, её неумолимых сил и таинств».

## Фильмография
| Год  | Страна                            | Название                       | В роли Сайруса Смита   |
| ---- | --------------------------------- | ------------------------------ | ---------------------- |
| 1941 | СССР                              | Таинственный остров            | Алексей Краснопольский |
| 1951 | США                               | 1951 — Таинственный остров     | Ричард Крейн           |
| 1961 | США, Великобритания               | Таинственный остров            | Майкл Крейг            |
| 1973 | Франция, Испания, Италия, Камерун | Таинственный остров            | Жерар Тиши             |
| 1995 | Канада, Новая Зеландия            | Таинственный остров            | Алан Скарф             |
| 2005 | США                               | Таинственный остров            | Кайл Маклахлен         |
| 2012 | Великобритания                    | Таинственный остров Жюля Верна | Лохлин Манро           |